# کویده
کویده (به لهستانی:  Kojdy) یک روستا در لهستان است که در گمینا ووکتا واقع شده‌است.
 کویده  ۱۲۰ نفر جمعیت دارد.